# Maison d'arrêt de Privas
La maison d'arrêt de Privas est une maison d'arrêt française située dans la ville de Privas, dans le département de l'Ardèche et en région Auvergne-Rhône-Alpes.
L'établissement dépend du ressort de la direction interrégionale des services pénitentiaires de Lyon. Au niveau judiciaire, l'établissement relève du tribunal judiciaire de Privas et de la cour d'appel de Nîmes.
Mise en service en février 1820, l'établissement est la plus ancienne prison de France encore en activité. Il constituait également en 2000 la plus petite maison d'arrêt de la région Auvergne-Rhône-Alpes.

## Histoire
La maison d'arrêt de Privas est construite en 1818 et mise en service en février 1820,. L'établissement a été conçue en tant que prison dès son origine.
En 2009, un projet de fermeture de l'établissement a été envisagé mais a été remis en cause en 2011 après une mobilisation importante de la population et des élus locaux,.
Depuis décembre 2019, l'établissement a mis en place un module de respect pour lequel il obtient, en 2023, la première labélisation sur le ressort de la DISP de Lyon.

## Description
Situé 1 place des Recollets à Privas, la maison d'arrêt est le seul établissement pénitentiaire du département de l'Ardèche,. Elle dépend du ressort de la direction interrégionale des services pénitentiaires de Lyon et, au niveau judiciaire, relève du tribunal judiciaire de Privas et de la cour d'appel de Nîmes. L'unité sanitaire de l'établissement, chargé d'assurer le suivi médical des détenus, est placé sous la responsabilité du centre hospitalier de Privas Ardèche.
Surnommée la « maison familiale » par les services de la direction interrégionale des services pénitentiaires de Lyon, la maison d'arrêt de Privas était considérée en 2000 comme la plus petite maison d'arrêt de la région Auvergne-Rhône-Alpes et est également la plus ancienne prison de France encore en activité.
Construit sur un terrain rectangulaire de 48 m sur 38 m (soit une superficie de 1 824 m2),, l'établissement occupe l'ensemble de la parcelle et est ainsi dépourvu de mur d'enceinte et est constitué de quatre ailes et de trois cours de promenades surveillées par un unique mirador.
L'établissement a une capacité d'accueil de 57 places exclusivement pour des détenus majeurs hommes prévenus ou condamnés à des peines de moins d'un an. Il est constitué d'un quartier « Maison d'arrêt hommes » de 57 places.
Au 1er février 2024, l'établissement accueillait 69 détenus, soit un taux d'occupation de 121,1 %.

## Actions de réinsertion des détenus
En 2000, 80 % des détenus bénéficiaient d'une activité de travail pénitentiaire rémunérée, contre 39 % dans les autres établissements pénitentiaires de la région.

## Événements notables
En 2019, une tentative d'évasion est déjouée : trois détenus avaient commencé à creuser un tunnel à travers un mur de leur cellule à l'aide de pieds de chaises en masquant le trou derrière un poster. Le trou est découvert dans le cadre d'une fouille faisant suite à une bagarre impliquant ces détenus,.
L'établissement connait également d'autres événements tels que des évasions à l'occasion de sorties de l'établissement ou des suicides de détenus.

## La prison dans l'art et la culture
En 2020, à l'occasion de l'anniversaire des 200 ans de la maison d'arrêt, une exposition sur l'histoire de l'établissement est organisée dans une médiathèque de Privas.

Vues d'artiste de l'intérieur de la maison d'arrêt.
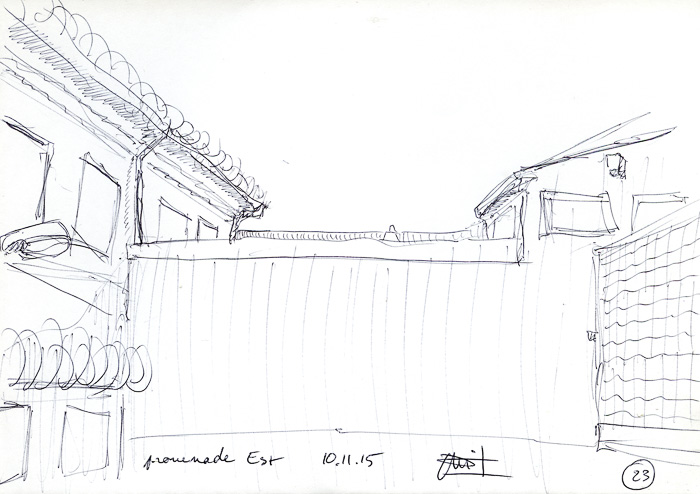
Murs de la promenade est.
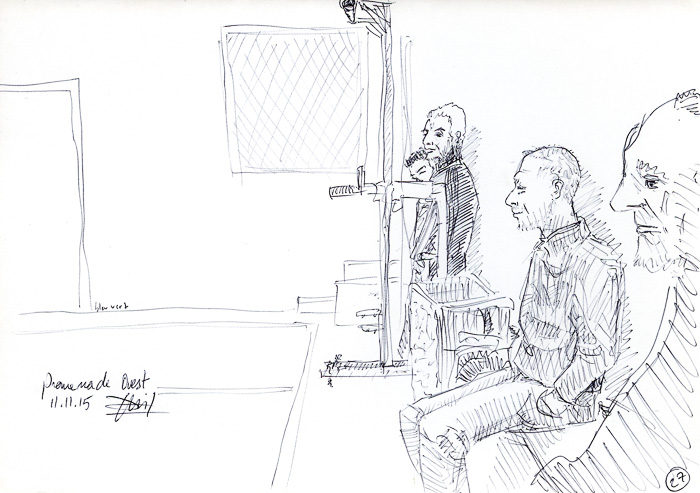
Promenade des détenus.
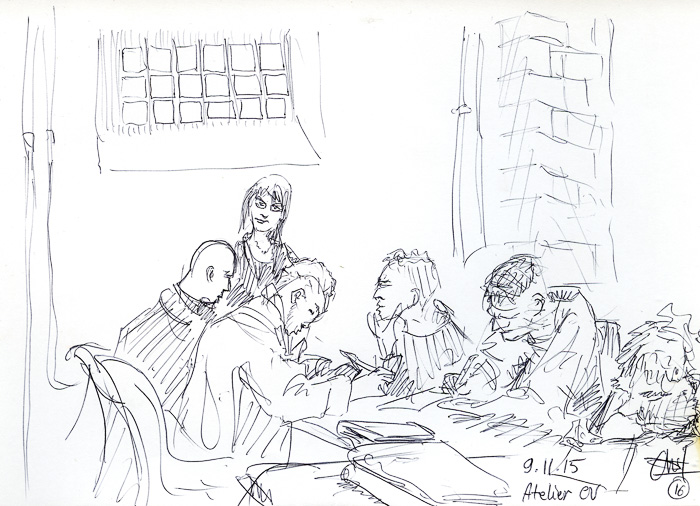
Détenus en atelier d'écriture de CV.